# Friedhof Daleu

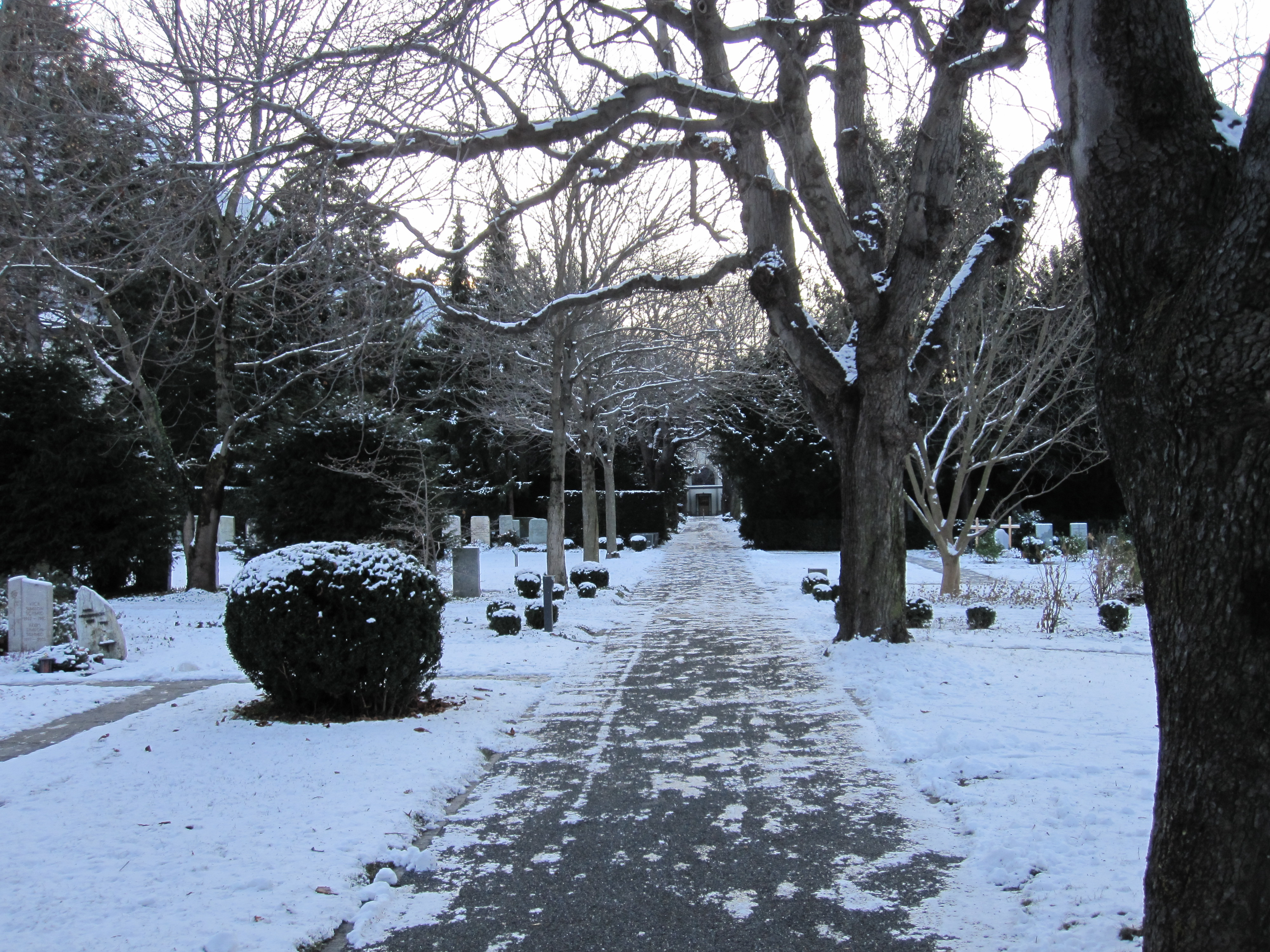
Die Hauptachse im Friedhof Daleu

Der Friedhof Daleu ist eine parkähnliche, mit Umgebungsmauern umfasste Gräberanlage in der Bündner Kantonshauptstadt Chur. Er liegt unmittelbar westlich des Hauptbahnhofs im Rheinquartier an der Rheinstrasse 26.

## Geschichte und Anlage
1862 wurde der Friedhof eingeweiht und löste den bisherigen Scalettafriedhof, der zum Stadtgarten umgewidmet wurde, ab. Strukturiert ist der Friedhof Daleu seit der Gründung durch ein grosses Wegekreuz. Von 1876 bis 1877 wurde die Anlage erweitert und nach Nordosten hin ausgebaut.

## Bedeutende Gräber
Unter anderen haben die Adelsgeschlechter Salis und Planta, die die Geschicke des Bündner Freistaates über Jahrhunderte und noch des jungen Kantons Graubünden bestimmten, Grabstätten im Stil des Historismus errichtet.
Die Schrift «Churer Grabmäler», verfasst von Hansmartin Schmid, enthält zu 80 Gräbern der Friedhöfe Hof und Daleu Porträts von bedeutenden Persönlichkeiten.

## Nazi-Monument

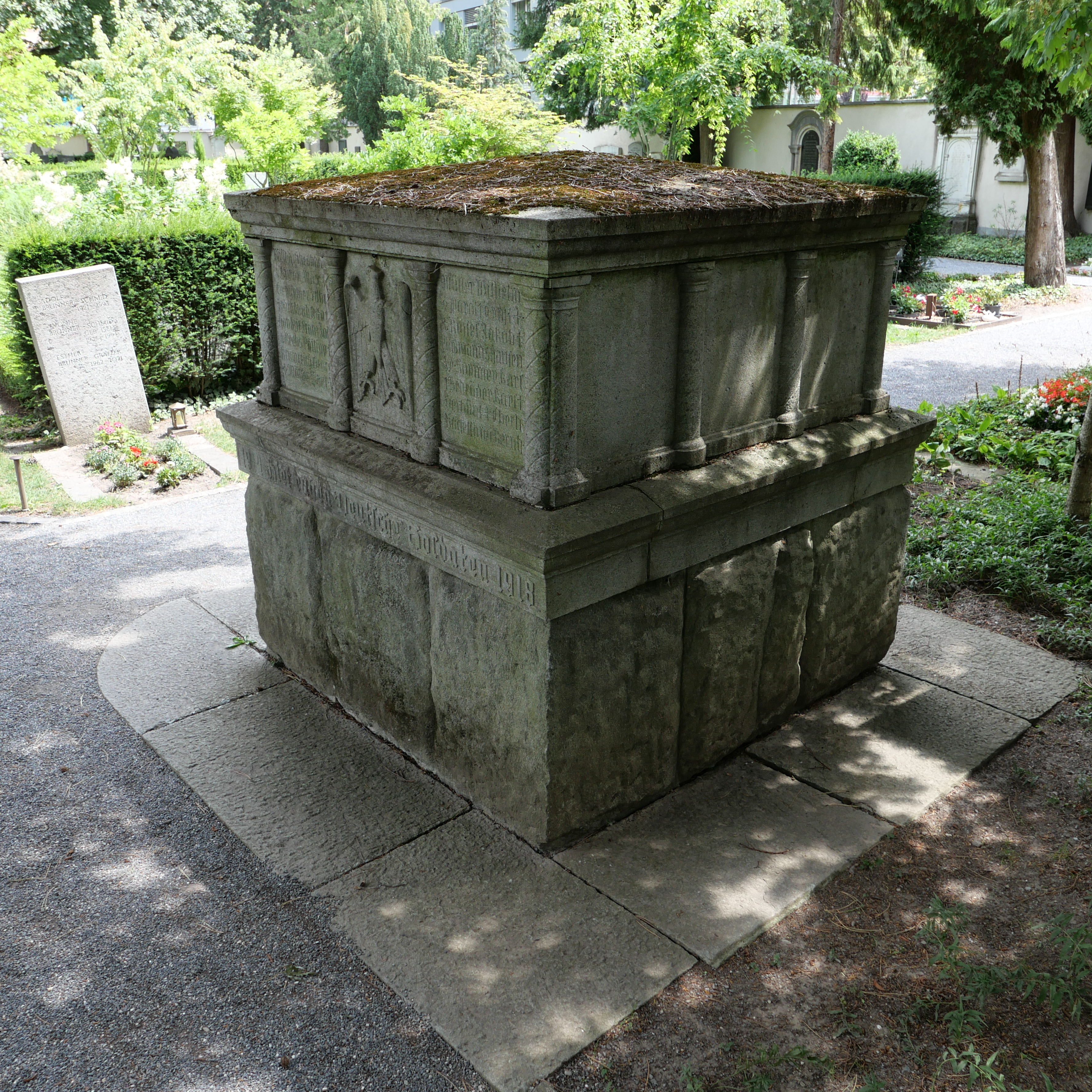
Das NS-Denkmal im Jahr 2023.

Auf dem Friedhof Daleu steht das einzige bekannte nationalsozialistische Denkmal der Schweiz: ein 1938 vom Volksbund Deutsche Kriegsgräberfürsorge aufgestelltes Grabmal für deutsche Gefallene des Ersten Weltkriegs. Nachdem die Medien 2023 ausführlich darüber berichteten, lässt die Kantonsregierung die Geschichte des Kantons  während des Nationalsozialismus und Faschismus wissenschaftlich untersuchen.
→ Hauptartikel Churer NS-Denkmal

## Kapelle
Die Kapelle vom ausgehenden 19. Jahrhundert ist äusserlich ein neuromanischer Bau, der innen mit Elementen des Jugendstils gestaltet ist. Das Glasgemälde stammt von Karl Wehrli und wurde 1898–1900 gefertigt. Dekorative Malerei von Christian Conradin ergänzte 1908 das Interieur.

## Bilder

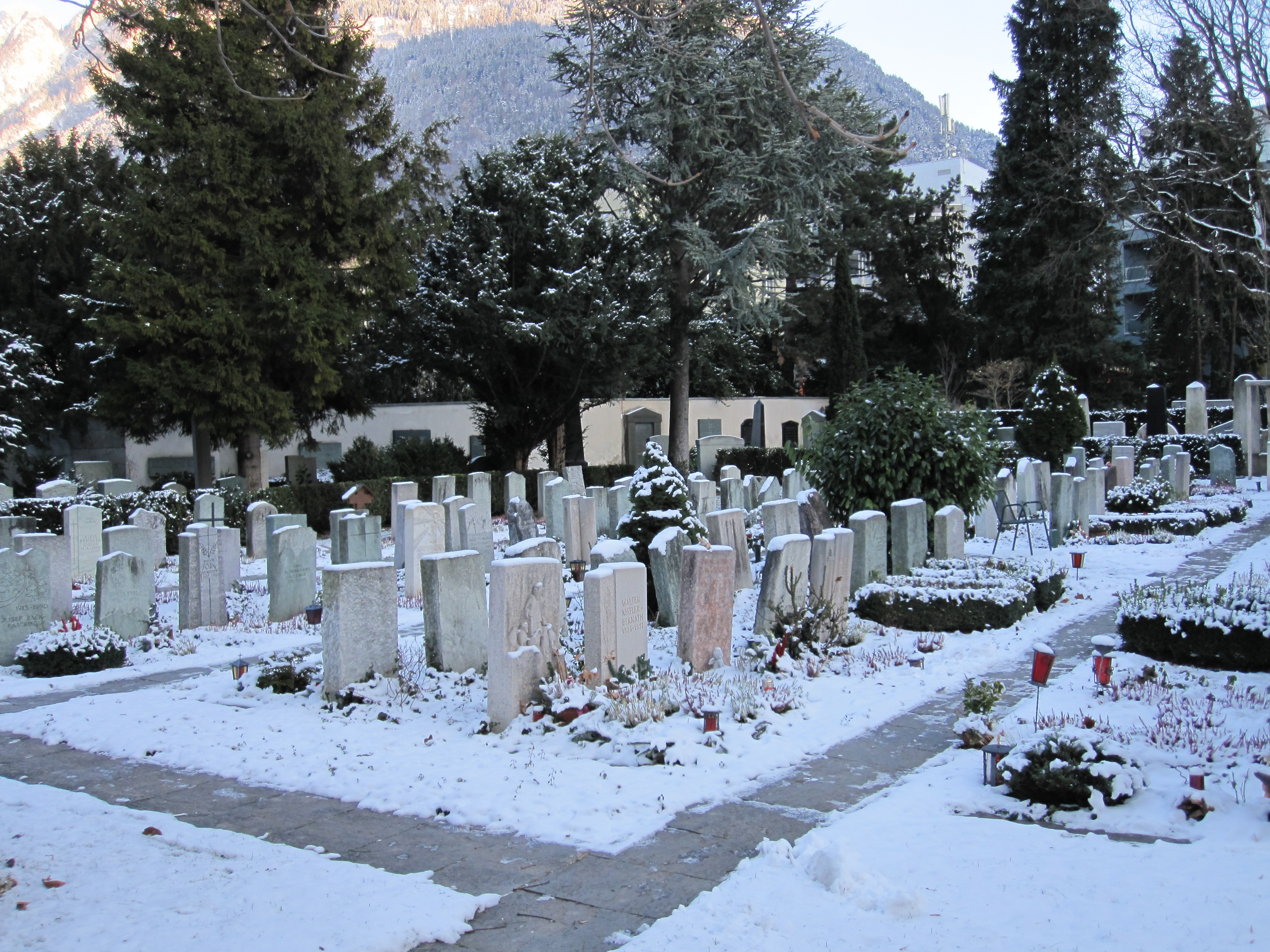
Grabfeld
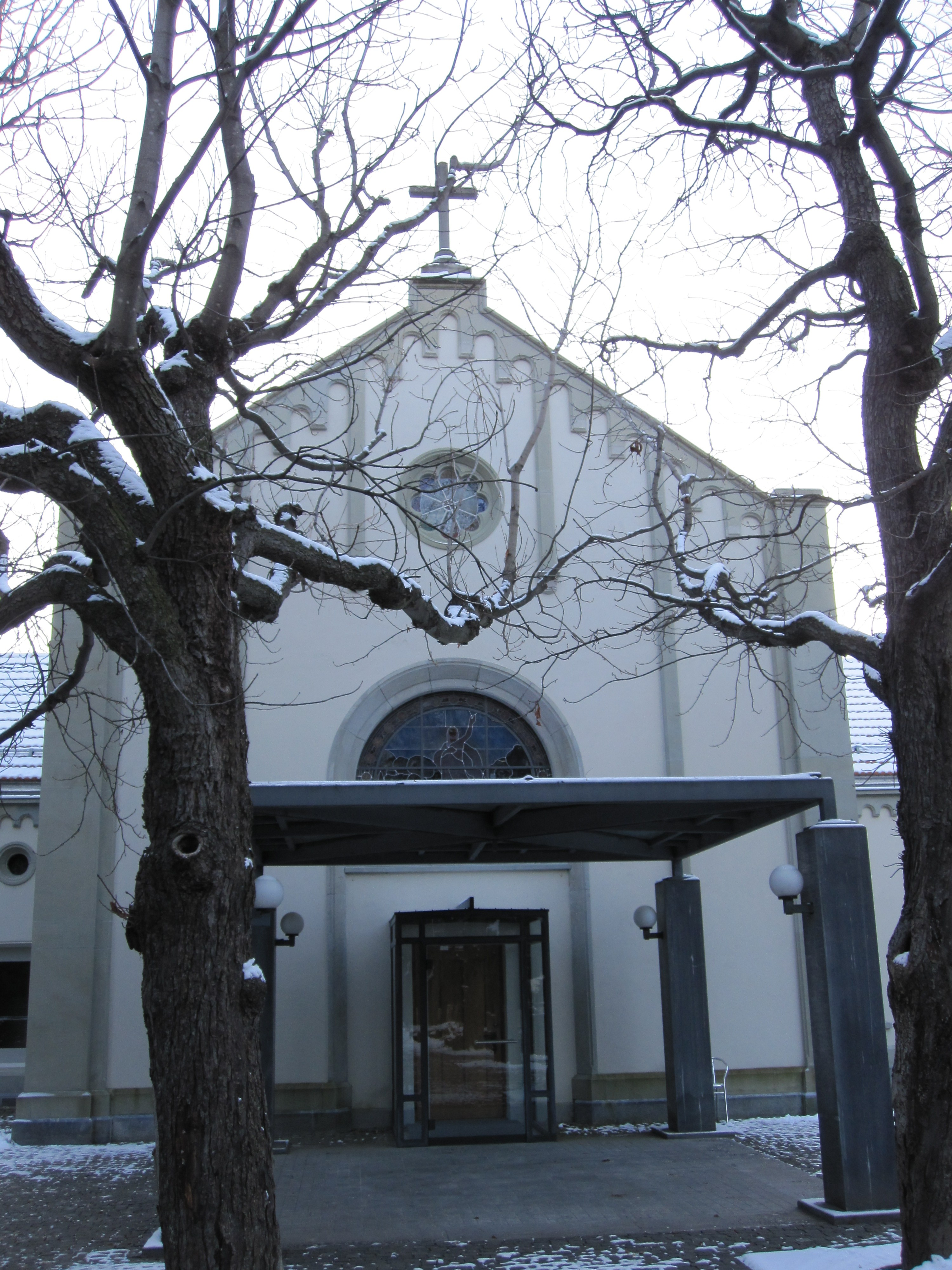
Kapelle, vom Friedhof aus gesehen
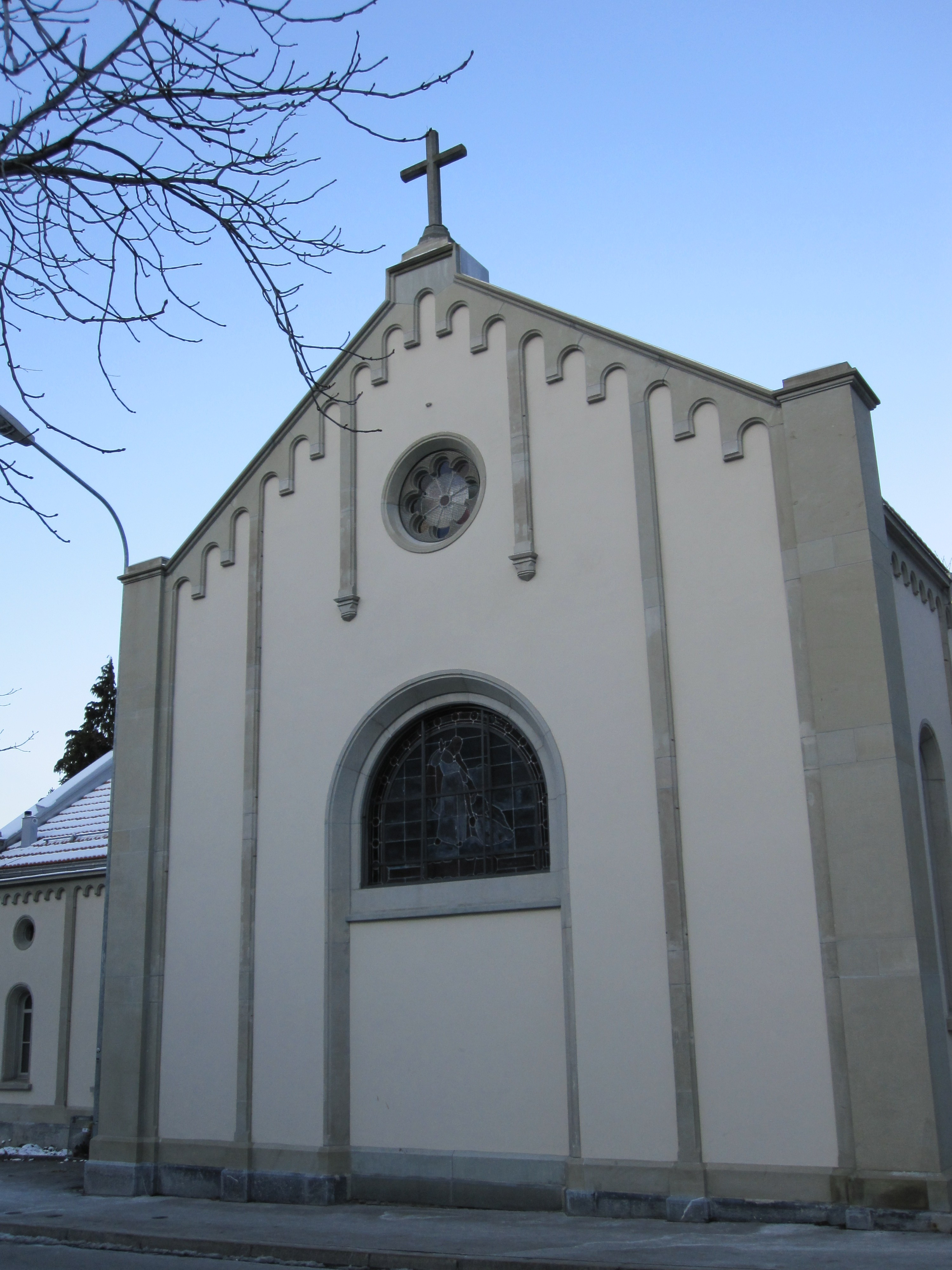
Kapelle, von der Umfahrungsstrasse aus gesehen